# Kočevski Rog

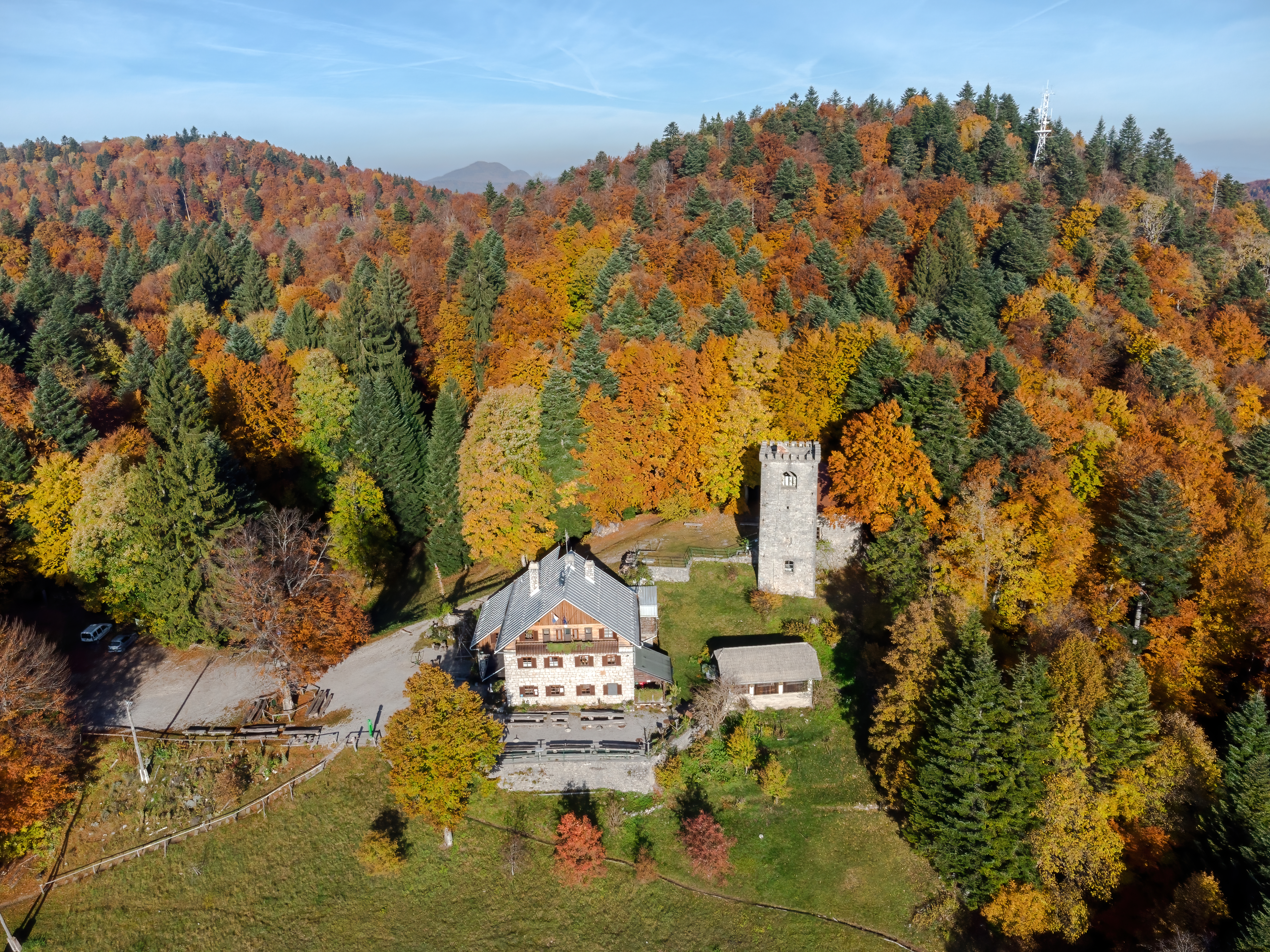
Berghütte am Mirna Gora im Südosten des Kočevski Rog

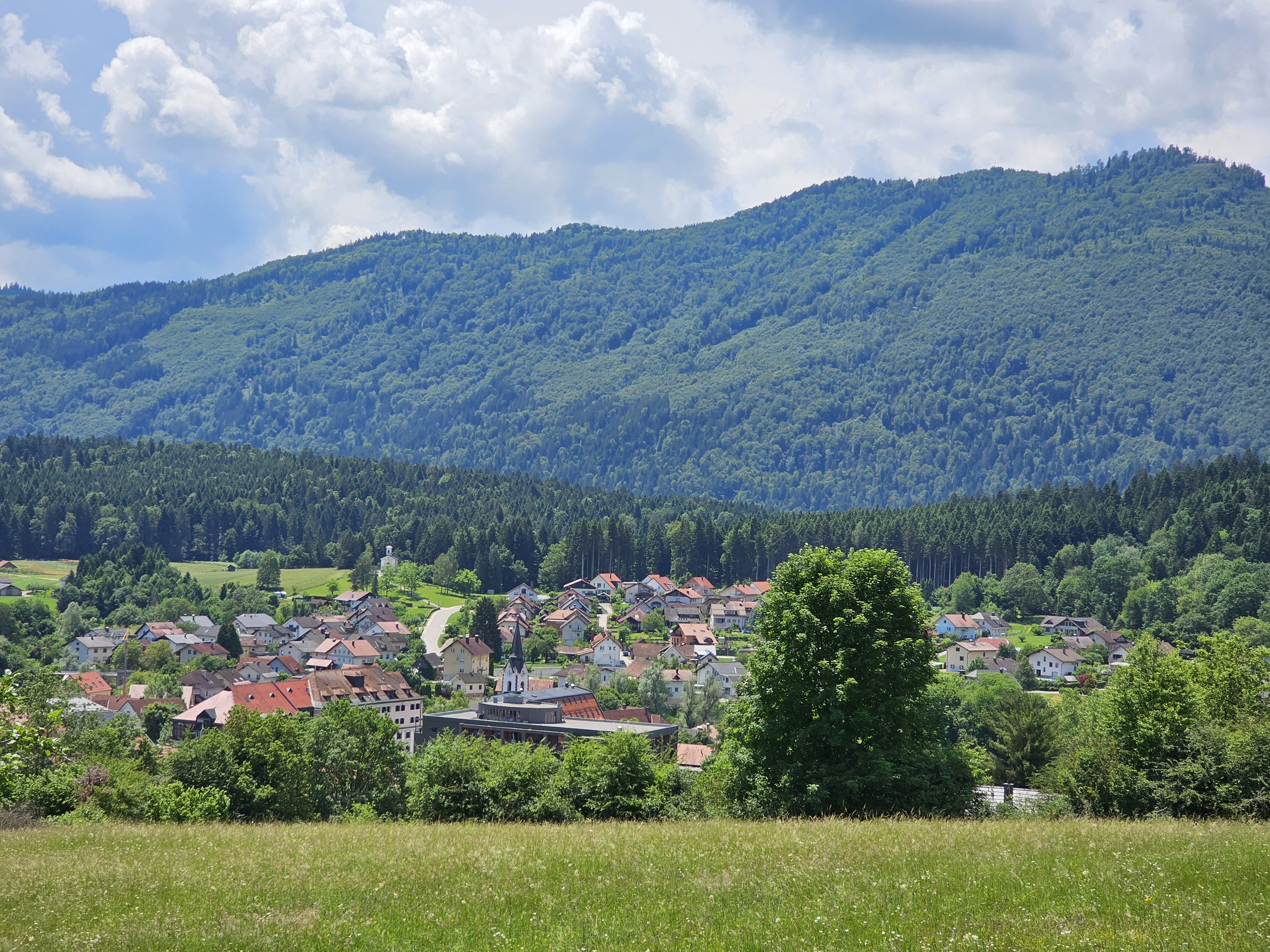
Kočevski Rog hinter Dolenjske Toplice

Der Kočevski Rog (deutsch Hornwald) ist ein dicht bewaldeter Karst-Höhenzug in den Dinarischen Alpen in Südost-Slowenien.

## Lage
Der Hornwald liegt auf den Gemeindegebieten von Kočevje, Dolenjske Toplice und Semič. Er erreicht im Veliki Rog („Großes Horn“, Hornbühel, Hornbüchel oder Hornbichl) 1099 Meter.

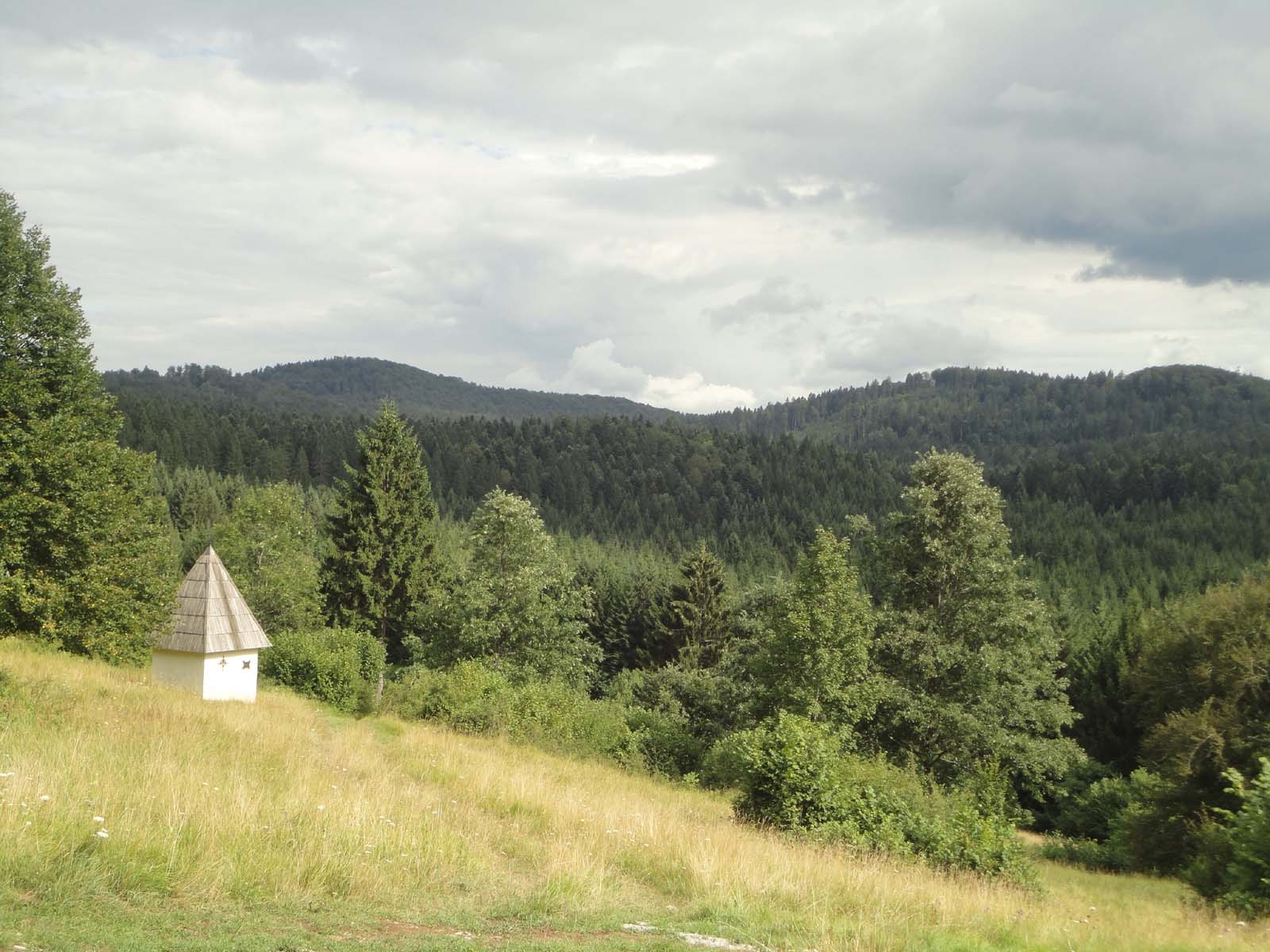
Kapelle von Podstenice im Norden des Kočevski Rog

## Geschichte
Der Hornwald lag in der deutschen Sprachinsel der Gottscheer. Nach der Umsiedlung der Gottscheer aus der von Italien besetzten Gottschee 1941 bzw. der endgültigen Vertreibung 1945 blieb das Gebiet fast menschenleer. In den Jahren 1943 und 1944 befanden sich dort einige Zeit das Zentralkomitee der Kommunistischen Partei Sloweniens, die Führung der Osvobodilna Fronta und das Oberkommando der slowenischen Partisanen sowie Druckereien und sonstige technische Infrastruktur. Weiterhin befanden sich dort das Slowenische Zentrale Partisanenkrankenhaus und die Siedlung Kočevski rog – Baza 20 (Hornwald-Partisanen-Basis 20), die heute eine Abteilung des Dolenjski muzej Novo mesto ist. In der Nähe liegt das Skigebiet Rog-Črmošnjice bzw. Gače.

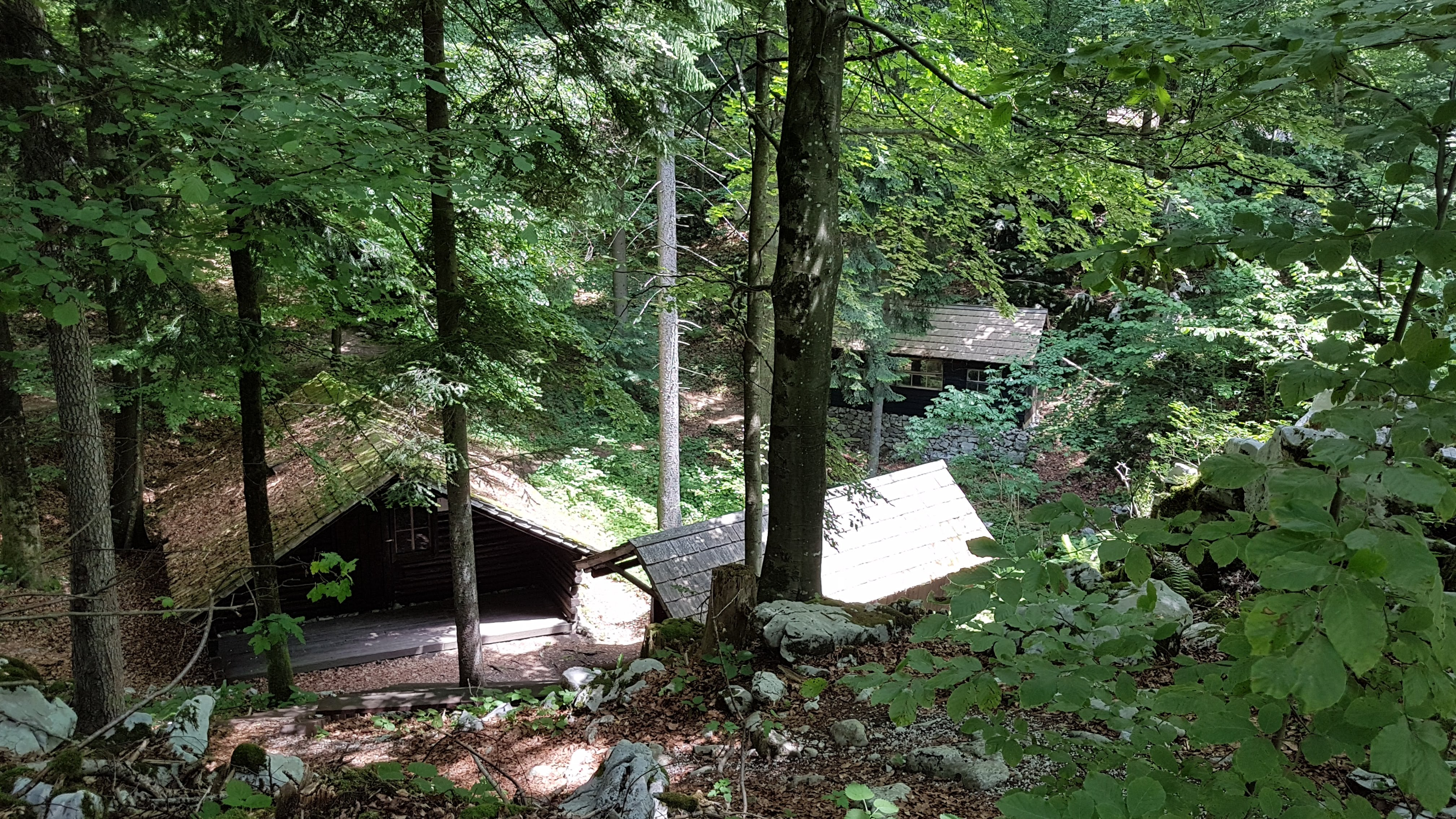
Freilichtmuseum Baza 20 im Osten des Kočevski Rog

Im Hornwald fanden nach dem Zweiten Weltkrieg Massenerschießungen durch Titopartisanen statt, bei denen die Erschossenen in Karstschluchten geworfen wurden. Unter den Opfern befanden sich viele Mitglieder der kroatischen Heimwehr, slowenische Domobranzen sowie slowenische und serbische Weißgardisten, die zuvor von den Briten an Jugoslawien ausgeliefert worden waren (vgl. Massaker von Bleiburg).

## Sehenswürdigkeiten, Aktivitäten
- Bergwanderungen im Kočevski Rog: Veliki rog (1099 m)[3], Mirna gora (1047 m)[4], Sveti Peter (888 m)[5], Sedlata gorica (821 m)[6]
- Eishöhle bei Kunč (Ledena jama pri Kunču)[7]
- Tropfsteinhöhle Ahnenloch
- Bilchenweg (Polharska pot) auf dem Pogorolec[8]
- Imkerei-Zentrum Steinwand (Čebelarski dom Podstenice)[9]
- Paragliding von der Sedlata gorica oberhalb von Podturn[10]
- Skigebiet Gače[11]
- Freilichtmuseum Kočevski Rog – Baza 20 (deutsch: Hornwald-Partisanenbasis 20)
- Partisanenhospital Jelendol[12]
- Doppelhöhle am Kreuz von Cink (Dvojno brezno pri Cink križu), Erinnerungsstelle für die Opfer des Hornwaldmassakers[13][14]
- Schachthöhle Cinkov križ